# الأرشيدوق أنطون فيكتور النمساوي
أرشيدوق أنتون فيكتور من النمسا (بالألمانية: Anton Viktor von Österreich )‏ (و. 1779 – 1835 م) هو سياسي، ولد في فلورنسا، توفي في فيينا، عن عمر يناهز 56 عاماً.

## مناصب
تولى منصب سيد فرسان تيوتون الأكبر ‏ (1835–1863)
.

## جوائز
حصل على جوائز منها:
قائد الفنون والآداب (17 يناير 2013)
- جائزة المنافسة العامة  [لغات أخرى]‏ (1946)

| المناصب السياسية             | المناصب السياسية                     | المناصب السياسية                    |
| ---------------------------- | ------------------------------------ | ----------------------------------- |
| سبقه الأرشيدوق كارل دوق تيشن | سيد فرسان تيوتون الأكبر ‏ 1835 - 1863 | تبعه أرشيدوق أنتون فيكتور من النمسا |